# Reach for Tomorrow
Reach for Tomorrow este o colecție de povestiri științifico-fantastice scrise de Arthur C. Clarke și publicată în 1956 de Ballantine Books.

## Cuprins
- "Prefață"
- "Rescue Party"
- "A Walk in the Dark"
- "The Forgotten Enemy"
- "Technical Error"
- "The Parasite"
- "The Fires Within"
- "The Awakening"
- "Trouble With the Natives"
- "The Curse"
- "Time's Arrow"
- "Jupiter Five"
- "The Possessed"

## Legături externe
- en  Istoria publicării lucrării Reach for Tomorrow la Internet Speculative Fiction Database
- Open Library's entry for Reach for Tomorrow

## Vezi și
- 1956 în științifico-fantastic